# Семёнов, Виктор Семёнович (лесничий)
Виктор Семёнович Семёнов (17 (29) сентября 1809 — 29 декабря 1872 (10 января 1873)) — директор Лесного института, тайный советник.

## Биография
Родился в Полтавской губернии 17 (29) сентября 1809 года.
После окончания в 1829 году Санкт-Петербургского практического лесного института предпринял поездку по разным губерниям России с целью ознакомления с лесным хозяйством; затем Министерством государственных имуществ был командирован за границу; слушал в Эберсвальде лекции директора Лесной академии Пфайля и курс естественных наук у Рацебурга, посещал лекции в Берлинском университете. Ознакомившись с устройством лесного управления и приёмами лесного хозяйства в различных государствах, в 1833 году возвратился в Россию и был зачислен на службу запасным лесничим отделения казённых лесов Департамента государственных имуществ. В том же году для познания русской лесной действительности и обозрения лесов он был направлен вместе с учёным запасным лесничим Власовым в центральные губернии России для ознакомления с их лесным хозяйством и сопоставления его с лесным хозяйством Западной Европы.
В течение 1833—1834 годов ему пришлось «исходить 5585 верст по почтовому тракту и 6683 версты по проселкам и лесам». С таким багажом теоретических и практических познаний В. С. Семенов был назначен старшим учителем лесных законов и лесной статистики в Лесной институт; позже, уже работая в Лесном департаменте, он читал лесоохранение, лесную статистику, энтомологию, егерское искусство и орнитологию, таксацию с лесоустройством, также зоологию.
Вскоре, по инициативе графа Канкрина, В. С. Семёнов был приглашён в Общество для поощрения лесного хозяйства и назначен постоянным сотрудником редакции печатного органа этого общества «Лесного ;урнала». Почти в каждом номере появлялись статьи Семёнова, знакомившие читателя с лесной частью западной Европы, или касавшиеся больных мест русского отечественного лесоводства, которое было детально им изучено во время его неоднократных летних поездок в разные концы России. За период 1835—1846 годы он опубликовал 68 статей. До сих пор для специалистов интересны его исторические исследования «Некоторые исторические сведения о лесной таксации и лесоустройстве до Гартига» и «Некоторые исторические сведения о методах таксации лесов от Гартига до новейшего времени».
В 1840 году Семёнов был назначен членом Специального по лесной части комитета, учрежденного при бывшем дежурстве Корпуса лесничих, и оставался членом этого комитета и после присоединения его к вновь открытому в 1843 году Лесному Департаменту.
В 1857 году С. В. Семёнов, первым из числа лиц с высшим лесным образованием, был произведён в генерал-майоры Корпуса лесничих.
Назначенный в 1846 году инспектором классов Лесного института, занимал эту должность до 1858 года, когда стал директором института.
В 1859 году он был назначен вице-инспектором Корпуса лесничих, оставаясь вместе с тем и членом ученого комитета Министерства Государственных Имуществ, председателем которого он был назначен впоследствии.
Был президентом Русского энтомологического общества (1865—1866). Последние два года жизни состоял председателем Лесного общества, соучредителем которого был.
В декабре 1872 года тяжело заболел брюшным тифом и 29 декабря скончался. Был похоронен на кладбище Новодевичья монастыря.

## Память
Санкт-Петербургское лесное общество учредило для студентов Лесного института стипендию его имени.